# Шелепихинский тупик
Шелепи́хинский тупи́к — улица в Москве в Пресненском районе от улицы Ермакова Роща.

## Происхождение названия
Назван в 1955 году по расположению близ бывшего села Шелепиха.

## Описание
Шелепихинский тупик расположен в промышленной зоне сразу за Третьим транспортным кольцом на юго-западе от развязки ТТК и Шмитовского проезда и недалеко от платформы Тестовская Белорусского направления МЖД. Начинается от улицы Ермакова Роща напротив 2-го Красногвардейского проезда, идёт на северо-запад, пересекает Малое кольцо МЖД (перегон Пресня—Кутузово), сворачивает на север и заканчивается тупиком вдоль железнодорожных путей.